# Fega Påhopp
Fega Påhopp, senare Tetrapack, var ett svenskt punkband från Stockholm som bildades 1977.
Gruppen var influerad av bland annat Shit & Chanel, Patti Smith, Velvet Underground och Suzanne Brøgger. Särskilt minnesvärda spelningar för gruppen var på Oasen i Rågsved och Errols i Göteborg samt under Kvinnofestivalen i Stockholm 1978. Bandet gav ut en singel 1980 och upplöstes sedan samma år. Trots den obetydliga skivutgivningen har Fega Påhopp särskilt uppmärksammats som ett av Sveriges första tjejpunkband.

## Medlemmar
- Karin Björkman (gitarr)
- Marianne Stenstedt (bas, sång)
- Mimmi Palm (trummor)
- Karin Rudfeldt (gitarr)

## Diskografi
- Hålla masken/Pärlor åt svinen (singel, Silence Records Zing 110, 1979)
- Från Plommons till Drain - Pärlor åt svinen (CD-samling, Svenskt Rockarkiv ROCKA-02-01, 2002)